# Municipio de Fairfield (condado de Crawford)
El municipio de Fairfield (en inglés: Fairfield Township) es un municipio ubicado en el condado de Crawford en el estado estadounidense de Pensilvania. En el año 2000 tenía una población de 1.104 habitantes y una densidad poblacional de 22 personas por km².

## Geografía
El municipio de Fairfield se encuentra ubicado en las coordenadas 41°31′00″N 80°06′59″O / 41.51667, -80.11639.

## Demografía
Según la Oficina del Censo en 2000 los ingresos medios por hogar en la localidad eran de $34,955 y los ingresos medios por familia eran de $42,375. Los hombres tenían unos ingresos medios de $31,094 frente a los $19,519 para las mujeres. La renta per cápita de la localidad era de $16,783. Alrededor del 10,1% de la población estaba por debajo del umbral de pobreza.